# Фруктовый пояс

Фруктовые пояса Мичигана и озера Эри

Фруктовый пояс (англ. Fruit belt) — регион в Соединённых Штатах Америки, микроклимат которого создаёт хорошие условия для выращивания фруктов. 
Фруктовые пояса сосредоточены вокруг района Великих озер, в частности, в Западном Мичигане (так называемый Фруктовый хребет), Северном Нижнем Мичигане, и на южном берегу озера Эри. Условия, которые создают микроклимат, благоприятный для выращивания фруктов, в свою очередь благоприятствуют появлению снежного эффекта озера. Из-за этого территория фруктовых поясов частично совпадает с территорией Снежного пояса. На карте справа показаны снежные пояса Великих озер, которые покрывают несколько большую площадь, чем фруктовые пояса. Фруктовый пояс также существует в штате Вашингтон.